# Novoazovsk
Novoazovsk (en ukrainien : Новоазовськ ; en russe : Новоазовск) est une ville de l'oblast de Donetsk, en Ukraine, et le centre administratif du raïon de Novoazovsk qui fait partie de la république populaire de Donetsk. Sa population s'élève à 11 104 habitants en 2021.

## Géographie
Novoazovsk est située sur la mer d'Azov, à 100 km au sud-est de Donetsk et à 12 km de la frontière russe. La ville est traversée par le fleuve côtier Hrouzkyï Ialantchyk, qui prend sa source au nord.

## Climat
Selon la classification de Köppen, Novoazovsk se situe dans la zone dfa, où règne un climat continental humide. Les précipitations annuelles s'élèvent à 519 mm, la température moyenne annuelle est de 10,1 °C. Le mois le plus chaud est juillet, le plus froid janvier. Les précipitations les plus faibles sont enregistrées en octobre et les plus importantes en juin.

## Histoire

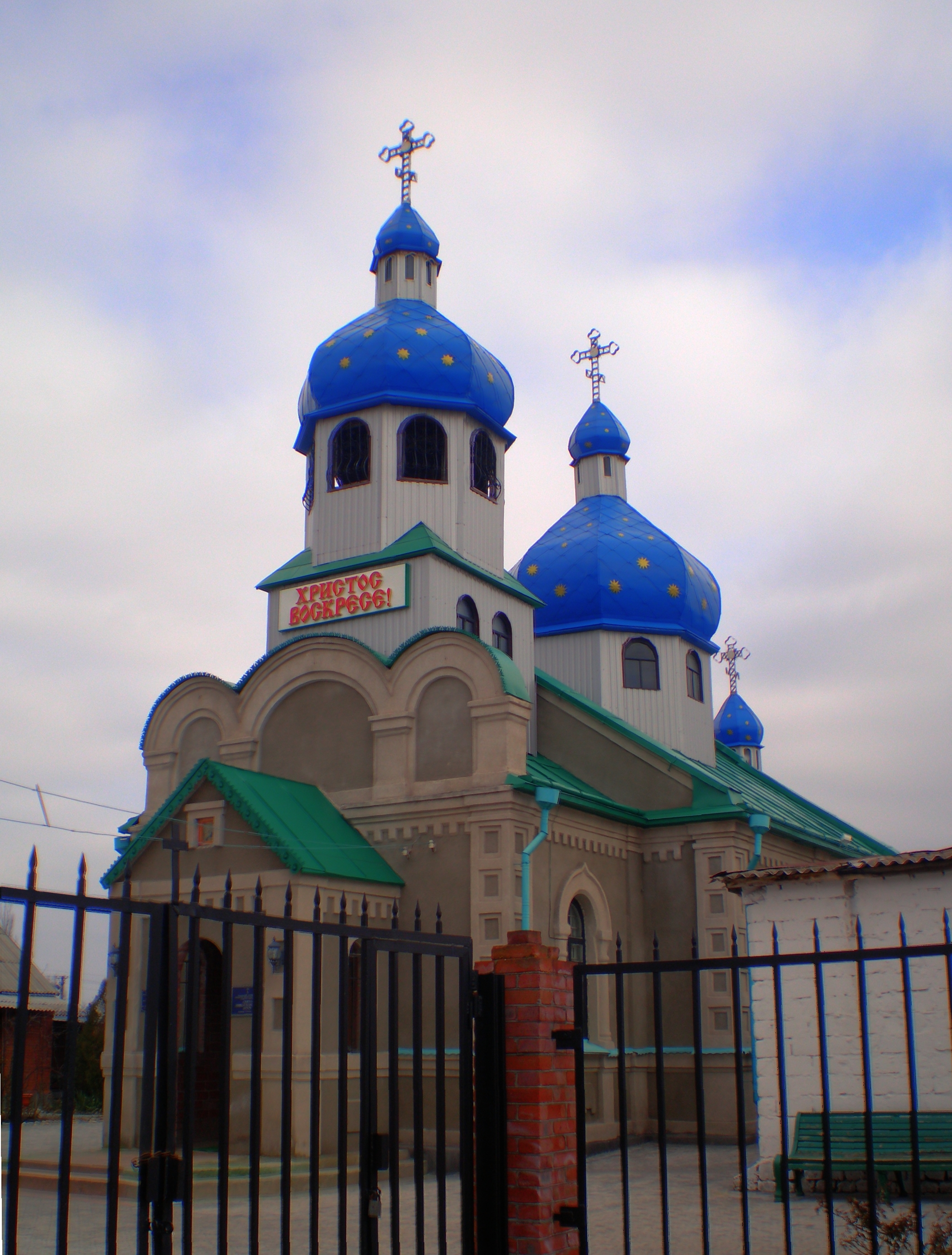
Photographie de l'église Saint-Nicolas de Novoazovsk.

Novoazovsk est fondée en 1849, en tant que stanitsa de cosaques sous le nom de Novonikolaïevskaïa. Dix ans plus tard, elle compte 885 habitants. Elle est située au bord du golfe de Taganrog de la mer d'Azov, où aboutissent des routes terrestres. Le site est favorable au commerce du blé, du bétail, du poisson et du sel. Un port est aménagé, avec un quai, des magasins et des entrepôts. En 1914, la localité regroupe 7 900 habitants.
Jusqu'en 1923, la localité s'appelait Novonikolaïevskaïa (Новониколаевская), puis Boudenovka (Буденовка) jusqu'en 1959. En 1929, deux kolkhozes sont mis en place, qui ont fusionné en 1931. En 1933, une station de machines et de tracteurs (MTS) est fondée. Novoazovsk reçoit le statut de ville en 1966.

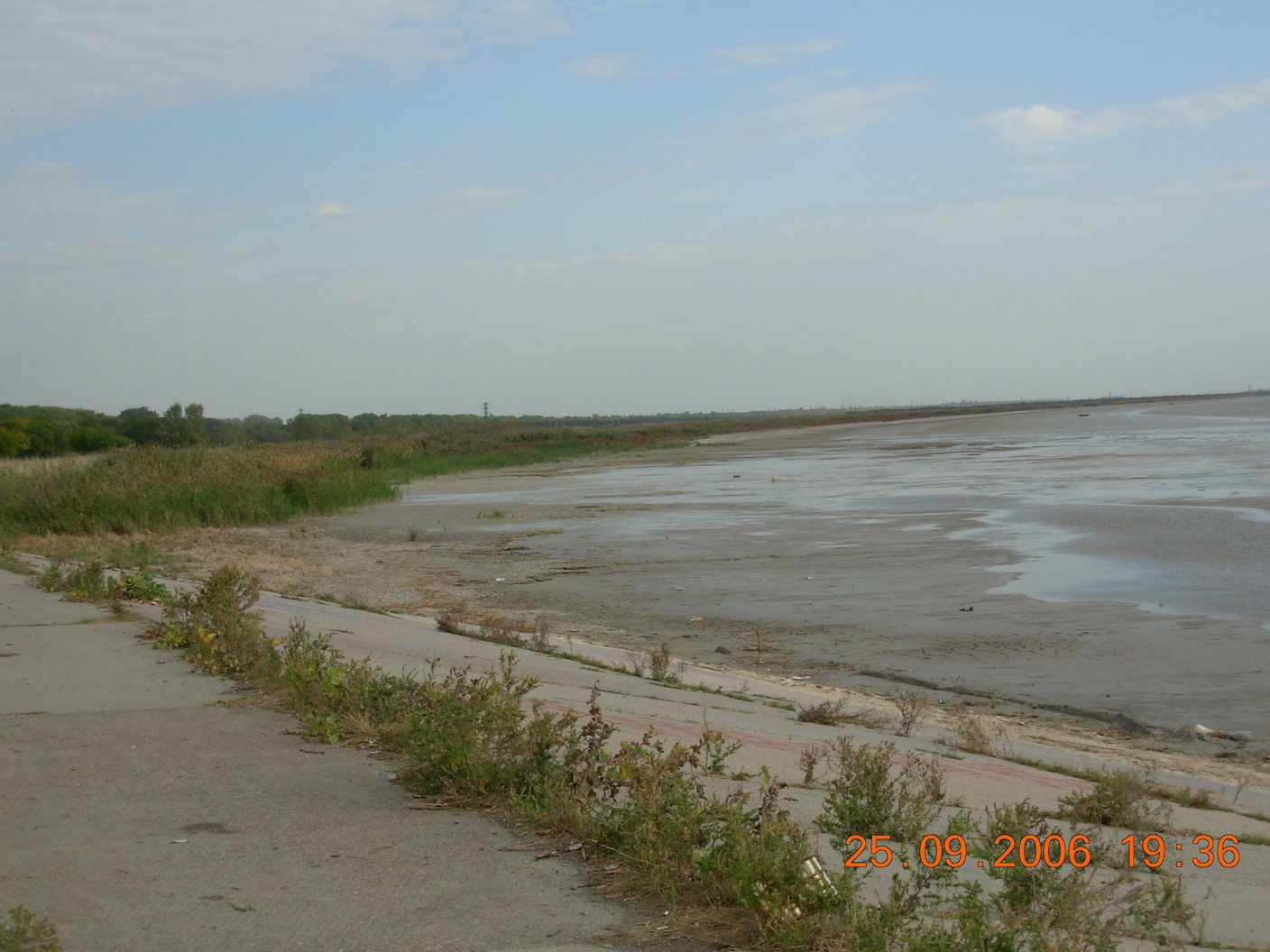
Golfe de Taganrog, près de Novoazovsk.

Au printemps 2014, la région qui vote majoritairement pour le parti des régions est le théâtre de manifestations hostiles aux conséquences de la révolution de Maïdan et au gouvernement central de Kiev. Le 28 août 2014, le conseil de sécurité ukrainien annonce de Kiev que Novoazovsk et des villages avoisinant sont passés sous contrôle de troupes russes. La ville et ses environs se placent sous administration des rebelles de la république populaire de Donetsk, pendant la guerre du Donbass (2014-2015).

## Population
Recensements ou estimations de la population :
| 1859 | 1914  | 1939  | 1959* | 1970*  | 1979*  | 1989*  |
| ---- | ----- | ----- | ----- | ------ | ------ | ------ |
| 885  | 7 900 | 4 600 | 8 685 | 11 025 | 12 015 | 12 988 |

| 2001*  | 2010   | 2011   | 2012   | 2013   | 2014   | 2015   |
| ------ | ------ | ------ | ------ | ------ | ------ | ------ |
| 12 702 | 12 047 | 11 950 | 11 855 | 11 760 | 11 740 | 11 635 |

| 2016   | 2017   | 2018   | 2019   | 2020   | 2021   | - |
| ------ | ------ | ------ | ------ | ------ | ------ | - |
| 11 482 | 11 440 | 11 355 | 11 255 | 11 147 | 11 104 | - |